# Chicago Film Critics Association
Chicago Film Critics Association je asociace profesionálních filmových kritiků se základnou v Chicaguu v Illinois. Každoročně předává na ceny Chicago Film Critics Association Award těm nejlepším filmům z předchozího roku. Organizace byla založena v roce 1990 Sharon LeMaire a Sue Kiner. Skládá se ze 60 kritiků z tisku, rádia a internetových publikací z okolí Chicaga.

## Jednotlivé kategorie
- Nejlepší film
- Nejlepší režie
- Nejlepší scénář  – adaptovaný
- Nejlepší scénář – původní
- Nejlepší mužský výkon v hlavní roli
- Nejlepší ženský výkon v hlavní roli
- Nejlepší mužský výkon ve vedlejší roli
- Nejlepší ženský výkon ve vedlejší roli
- Nejlepší animovaný film
- Nejlepší cizojazyčný film
- Nejlepší dokument
- Nejlepší původní hudba
- Nejlepší výprava
- Nejlepší kamera
- Nejlepší střih
- Nejslibnější filmař
- Nejslibnější umělec